# RKSV Sittardia in het seizoen 1964/65
Het seizoen 1964/1965 was het 11e jaar in het bestaan van de Sittardse betaaldvoetbalclub Sittardia. De club kwam uit in de Nederlandse Eredivisie en eindigde daarin op de 15e plaats, dit betekende dat de club rechtstreeks degradeerde naar de Eerste divisie. Tevens deed de club mee aan het toernooi om de KNVB Beker, hierin werd in de derde ronde, na strafschoppen, verloren van DHC (1–1).

## Wedstrijdstatistieken

### Eredivisie
|       | ADO   | Ajax  | DOS   | DWS   | Sportclub Enschede | Feijenoord | Fortuna '54 | Go Ahead | GVAV  | Heracles | MVV   | NAC   | PSV   | Sparta | Telstar |
| ----- | ----- | ----- | ----- | ----- | ------------------ | ---------- | ----------- | -------- | ----- | -------- | ----- | ----- | ----- | ------ | ------- |
| Thuis | 0 – 1 | 2 – 1 | 1 – 1 | 1 – 1 | 2 – 1              | 0 – 2      | 2 – 2       | 0 – 1    | 4 – 2 | 1 – 4    | 2 – 1 | 1 – 1 | 2 – 5 | 1 – 2  | 0 – 1   |
| Uit   | 1 – 0 | 1 – 0 | 2 – 1 | 2 – 0 | 3 – 0              | 2 – 1      | 0 – 3       | 1 – 1    | 2 – 0 | 0 – 3    | 2 – 3 | 2 – 2 | 1 – 3 | 1 – 0  | 0 – 0   |

### KNVB Beker
| 1e ronde                                    | Baronie                                                | 0 – 3 (0 – 1)                         | Sittardia                                 |
| 4 oktober 1964 Plaats: Breda De Blauwe Kei  |                                                        |                                       | 37' Dieter Gresens 71', 83' Willy Dullens |
| 2e ronde                                    | Sittardia                                              | 3 – 0 (2 – 0)                         | PSV                                       |
| 6 december 1964 Plaats: Sittard De Baandert | Math Schmeitz 7' Piet Quix 25' Joep Beckers 61' (pen.) |                                       |                                           |
| 3e ronde                                    | DHC                                                    | 1 – 1 (0 – 1, 1 – 1) Na strafschoppen | Sittardia                                 |
| 28 februari 1965 Plaats: Delft Brasserskade | Eddy Blok 60'                                          |                                       | 19' Willy Dullens                         |

## Statistieken Sittardia 1964/1965

### Eindstand Sittardia in de Nederlandse Eredivisie 1964 / 1965
| Stand | Gespeeld | Gewonnen | Gelijk | Verloren | Punten | Doelpunten voor | Doelpunten tegen |
| ----- | -------- | -------- | ------ | -------- | ------ | --------------- | ---------------- |
| 15e   | 30       | 8        | 7      | 15       | 23     | 36              | 46               |

### Topscorers
| #                    | Naam           | Goal |
| -------------------- | -------------- | ---- |
| 1.                   | Gerard Gruisen | 7    |
| 1.                   | Frans Guns     | 7    |
| 3.                   | Joep Beckers   | 5    |
| 3.                   | Willy Dullens  | 5    |
| 5.                   | Jan Wolfs      | 4    |
| 6.                   | Piet Quix      | 3    |
| 7.                   | Louis Dullens  | 2    |
| 8.                   | Dieter Gresens | 1    |
| Onbekende doelpunten |                |      |
| –                    | Onbekend       | 2    |
| Totaal               | Totaal         | 36   |

| #      | Naam           | Goal |
| ------ | -------------- | ---- |
| 1.     | Willy Dullens  | 3    |
| 2.     | Joep Beckers   | 1    |
| 2.     | Dieter Gresens | 1    |
| 2.     | Piet Quix      | 1    |
| 2.     | Math Schmeitz  | 1    |
| Totaal | Totaal         | 7    |